# Юбилейный (дворец спорта, Альметьевск)
«Юбилейный» (тат. «Юбилей» спорт сарае) — дворец спорта в городе Альметьевск Республики Татарстан Российской Федерации. Домашний для ХК «Нефтяник» и его молодёжной команды «Спутник». Вмещает 2200 фанатов.

## Название
В связи с празднованием в 1982 году дни 60-летия образования СССР назван «Юбилейный». 

## История
Заложен весной 1979 года. В конце декабря 1982 года введён в эксплуатацию. Открыт 17 февраля 1983 года матчем «Спутник» Альметьевск — «Металлург» Челябинск. В 2000 году перешёл под опеку Татнефти, которая провела реконструкцию. Появилось табло, сцена для группы поддержки, игровой зал, залы хореографии, аэробики, модернизировали внутреннюю часть. К 40-летию альметьевского хоккея открыли музей.